# 鎌田圭司
鎌田 圭司（かまた けいじ、1979年3月26日 - ）は、愛知県岡崎市出身の元プロ野球選手（内野手）。

## 来歴

### プロ入り前
豊田大谷高を卒業後、名城大学に進学。大学の2学年上の先輩に蔵本英智がおり、後に中日でもチームメイトとなった。大学時代は1999年春季ベストナイン（遊撃手）に選出。卒業後は、トヨタ自動車に入社。
トヨタ自動車では、主に1番もしくは9番ショートとして活躍。2001年から2004年に都市対抗野球大会出場。2004年のドラフトで中日ドラゴンズから10巡目で指名されて入団。機敏な守備で走塁もあり、パンチ力もある内野の即戦力候補と評された。

### プロ入り後
2005年は、5月28日の対ソフトバンク戦9回表に立浪和義の代走で初出場し、初盗塁を記録。
2006年は、4試合のみの出場だったが2006年の日本シリーズの有資格者にも選ばれた。
2007年は、主に代走として自身最多の6試合に出場するも、戦力外通告を受けた。通算で一度もヒットを打つことはなかった。現役続行を希望し、12球団合同トライアウトに参加。その後、千葉ロッテマリーンズの入団テストを受けるも、合格には至らず、現役を引退した。

### 引退後
引退後は愛知県岡崎市内で新聞販売店の店長となった。2019年、学生野球資格を取得し、以後野球室内練習場「K³ Dream」で指導者として活動している。また、東海中央ボーイズの守備総合コーチを務めている。

## 詳細情報

### 年度別打撃成績
| 年 度     | 球 団     | 試 合 | 打 席 | 打 数 | 得 点 | 安 打 | 二 塁 打 | 三 塁 打 | 本 塁 打 | 塁 打 | 打 点 | 盗 塁 | 盗 塁 死 | 犠 打 | 犠 飛 | 四 球 | 敬 遠 | 死 球 | 三 振 | 併 殺 打 | 打 率 | 出 塁 率 | 長 打 率 | O P S |
| --------- | --------- | ----- | ----- | ----- | ----- | ----- | -------- | -------- | -------- | ----- | ----- | ----- | -------- | ----- | ----- | ----- | ----- | ----- | ----- | -------- | ----- | -------- | -------- | ----- |
| 2005      | 中日      | 5     | 1     | 1     | 1     | 0     | 0        | 0        | 0        | 0     | 0     | 1     | 0        | 0     | 0     | 0     | 0     | 0     | 1     | 0        | .000  | .000     | .000     | .000  |
| 2006      | 中日      | 4     | 1     | 1     | 2     | 0     | 0        | 0        | 0        | 0     | 0     | 0     | 0        | 0     | 0     | 0     | 0     | 0     | 0     | 0        | .000  | .000     | .000     | .000  |
| 2007      | 中日      | 6     | 1     | 1     | 2     | 0     | 0        | 0        | 0        | 0     | 0     | 1     | 0        | 0     | 0     | 0     | 0     | 0     | 0     | 0        | .000  | .000     | .000     | .000  |
| 通算：3年 | 通算：3年 | 15    | 3     | 3     | 5     | 0     | 0        | 0        | 0        | 0     | 0     | 2     | 0        | 0     | 0     | 0     | 0     | 0     | 1     | 0        | .000  | .000     | .000     | .000  |

### 年度別守備成績
| 年 度 | 球 団 | 二塁  | 二塁  | 二塁  | 二塁  | 二塁  | 二塁     |
| 年 度 | 球 団 | 試 合 | 刺 殺 | 補 殺 | 失 策 | 併 殺 | 守 備 率 |
| ----- | ----- | ----- | ----- | ----- | ----- | ----- | -------- |
| 2006  | 中日  | 1     | 0     | 1     | 0     | 0     | 1.000    |
| 2007  | 中日  | 5     | 1     | 3     | 0     | 0     | 1.000    |
| 通算  | 通算  | 6     | 1     | 4     | 0     | 0     | 1.000    |

### 背番号
- 54 （2005年 - 2007年）